# Milano 3.6.2005
Milano 3.6.2005 è la quarta ed ultima raccolta di Enzo Jannacci: il disco contiene alcuni dei più grandi successi di Jannacci, la maggior parte dei quali cantati in milanese. Il titolo sta a celebrare il settantesimo compleanno dell'artista.

## Tracce
1. Veronica
2. T'ho cumpràa i calsett de seda
3. L'era tardi
4. Ohe! Sun chì
5. El me indriss
6. Per un basin
7. 6 minuti all'alba
8. Chissà se è vero
9. Andava a Rogoredo
10. M'han ciamàa
11. La Balilla
12. Ti te se no
13. Ma mi
14. Sensa de ti
15. Ti luna
16. El portava i scarp del tennis

## Formazione
- Enzo Jannacci - voce
- Giorgio Cocilovo - chitarra acustica, chitarra elettrica, chitarra classica
- Paolo Jannacci - fisarmonica, organo Hammond, pianoforte
- Stefano Bagnoli - batteria
- Riccardo Fioravanti - contrabbasso
- Michele Monestiroli - armonica
- Marco Brioschi - tromba, flicorno